# Antoine Fazy
Pour les autres personnalités de même nom de famille, voir Fazy.
Antoine Fazy, né vers 1681 et mort le 23 avril 1731 à Genève, est un industriel genevois.

## Biographie
Entré en 1701 dans la fabrique d'indiennes des Eaux-Vives créée dix ans plus tôt par son oncle Daniel Vasserot, il crée à son tour celle des Pâquis en 1710, qui sera reprise par son second fils, Jean-Salomon.
Il est fait « Habitant de Genève » en 1702. Il a trois épouses, dont la dernière, Clermonde Rousseau, sœur de l'horloger Isaac Rousseau, est la tante du philosophe Jean-Jacques Rousseau. L'un de ses descendants, sera l'homme d'État James Fazy.